# گلن هوون
گلن هوون (به انگلیسی: Glen Huon) یک شهرک در استرالیا است که در تاسمانی واقع شده‌است.